# Rieux, Seine-Maritime
Rieux är en kommun i departementet Seine-Maritime i regionen Normandie i norra Frankrike. Kommunen ligger i kantonen Blangy-sur-Bresle som tillhör arrondissementet Dieppe. År 2022 hade Rieux 593 invånare.

## Befolkningsutveckling
Antalet invånare i kommunen Rieux
| Referens: INSEE |